# Donndorf
Donndorf è una frazione (Ortsteil) della città tedesca di Roßleben-Wiehe.

## Storia
Il 1º gennaio 2019 il comune di Donndorf venne fuso con le città di Roßleben e di Wiehe e con il comune di Nausitz, formando la nuova città di Roßleben-Wiehe.